# Katherine Proudfoot
Katherine Proudfoot   (Auckland, 21 d'abril de 1977), és una atleta australiana amb paràlisi cerebral que competeix principalment en proves de llançament de pes. Va competir en la classificació F36 als Jocs Paralímpics d'estiu de 2008, 2012 i 2016, guanyant medalles en cada un d'ells. Després d'una sol·licitud de revisió mèdica a començaments de 2017, ara competeix en llançaments asseguts en la classificació F32. Al Campionat d'Atletisme d'Austràlia de 2017 va llançar 7,04 m a l'esdeveniment de llançament de pes assegut per a dones, millorant el rècord mundial de llançament de pes F32 de 6,55 m.

## Vida personal
Va estudiar patologia de la parla a la Universitat de Newcastle i ara treballa a Canberra, Territori de la Capital Australiana com a logopeda. Va ser identificada a través del Programa de Recerca de Talents del Comitè Paralímpic Australià quan aquest va visitar Newcastle, Nova Gal·les del Sud i ara té la seva base a Canberra on l'entrena Aaron Holt.

## Carrera deportiva

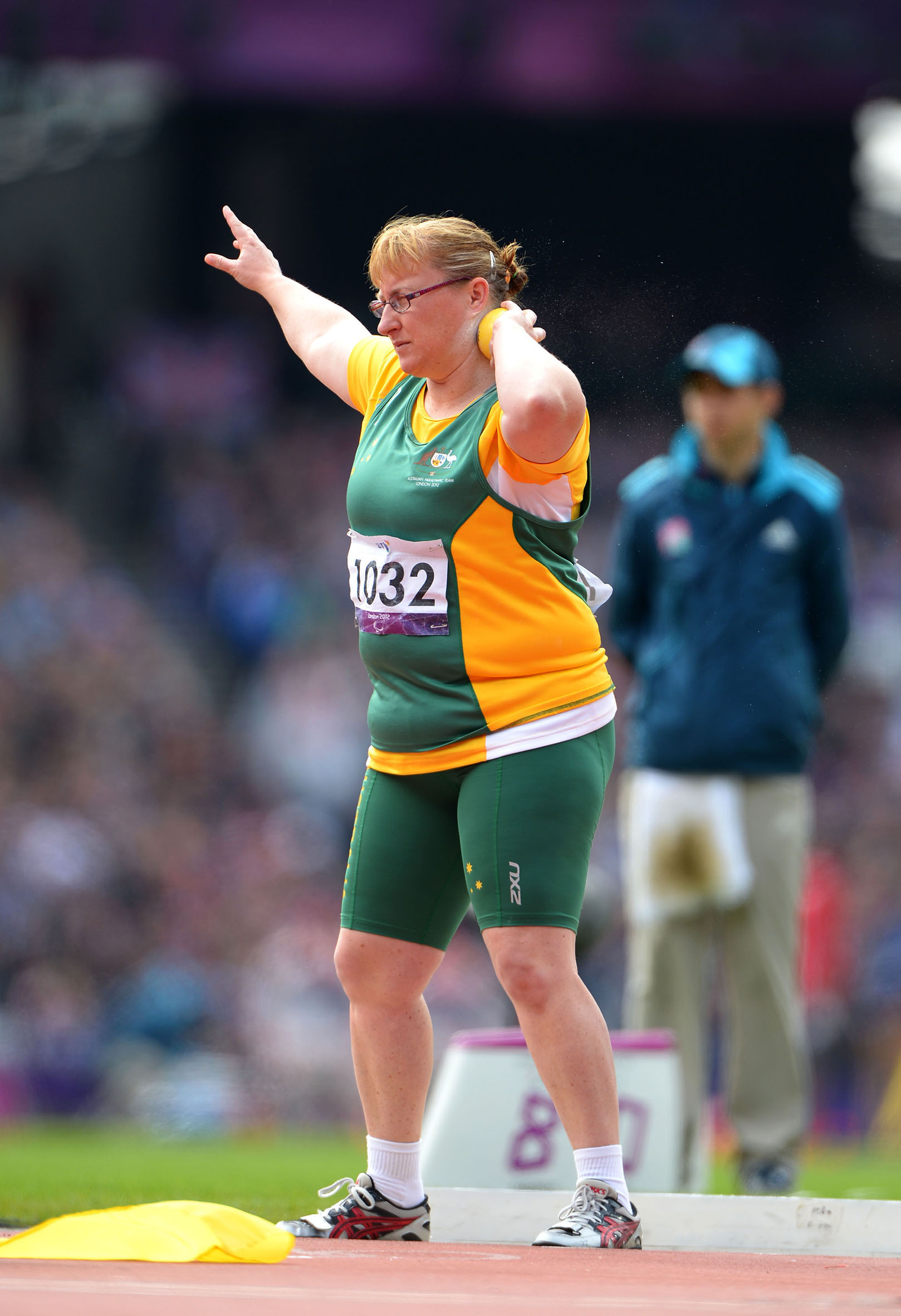
Proudfoot als Jocs Paralímpics de Londres 2012.

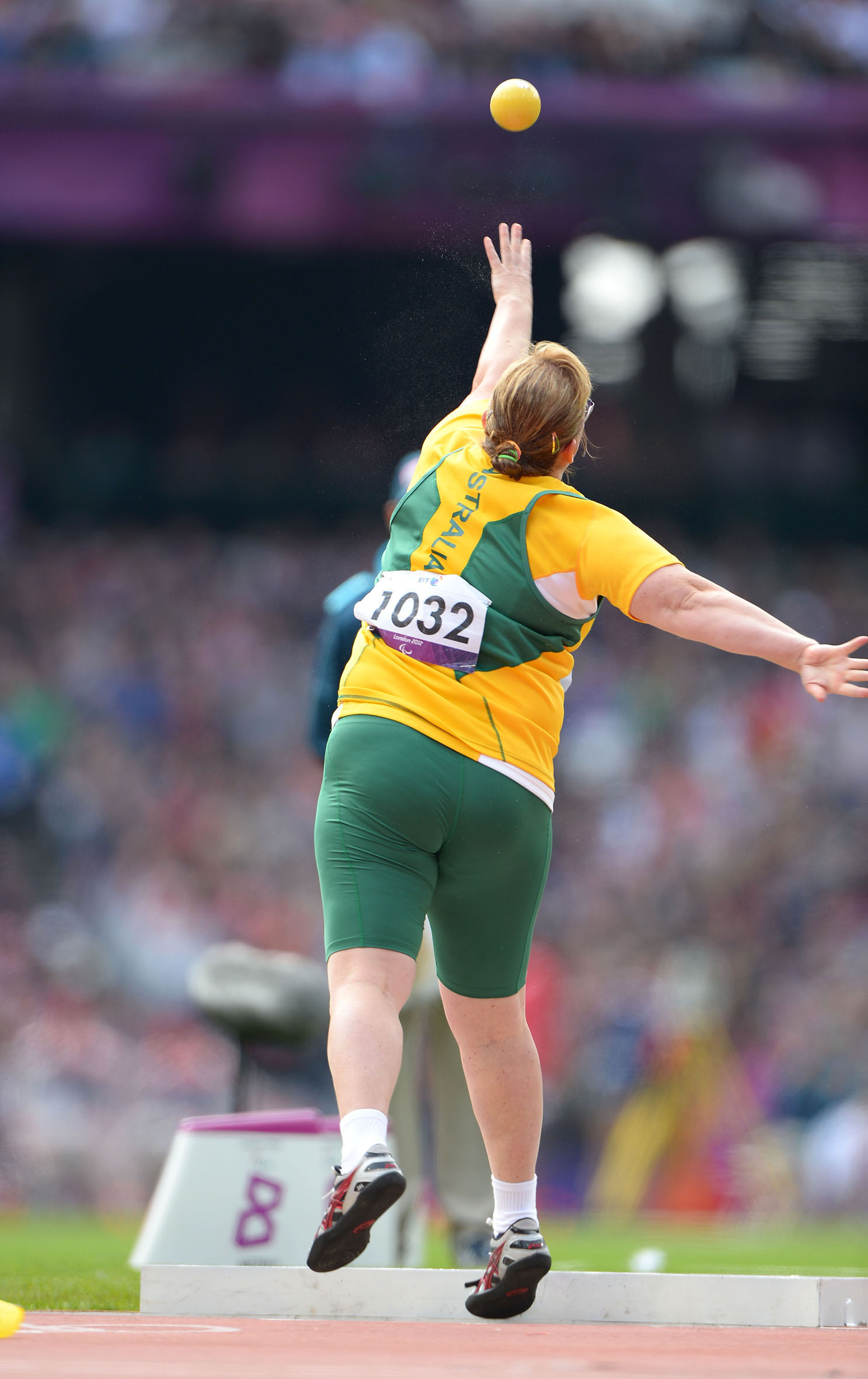
Proudfoot als Jocs Paralímpics de Londres 2012.

Als Jocs Paralímpics d'estiu de 2008 a Pequín, la Xina, va guanyar una medalla de plata en la prova de llançament de disc F35-36, F35-36, així com en la de llançament de pes F35/36. Als Jocs Paralímpics d'estiu de 2012, Proudfoot va participar en el llançament de pes femení F35/F36 i en el llançament de disc F35/36, guanyant una medalla de bronze en el del disc. Als Jocs Paralímpics de Río de 2016, va guanyar la medalla de bronze en el llançament de pes femení F36 amb un llançament de 9,70 m.

### Campionat Mundial d'Atletisme de l'IPC
Va competir als Campionats Mundials d'Atletisme de l'IPC el 2006 a Assen, Països Baixos, guanyant una medalla de plata en llançament de pes femení F35-36 i medalles de bronze en el disc femení F35-36/38 i en els 100 m T36.Als Campionats Mundials d'Atletisme de l'IPC 2011 a Christchurch, Nova Zelanda, va guanyar una medalla de bronze en discs F35-36. En el seu tercer Campionat Mundial d'Atletisme de l'IPC a Lió, França, el 2013, va guanyar una medalla de bronze als esdeveniments de llançament de pes femení i als de discs F35/36.
Al 2015, estava sent entrenada per Hamish MacDonald.